# کید
بنابر شاهنامه فردوسی در دوران اسکندر در هند شاهی خردمند به نام کید بود. شاهنامه فردوسی از کید با عناوین خردمند، دانش‌پژوه و راهجو و کسی که جز از دانش و خرد پیروی نمی‌کند، یاد می‌کند. در شاهنامه فردوسی می‌توان کید را یکی از نمادهای تدبیر و عقلانیت دانست. در کتاب‌های فرامرزنامه و داراب نامه  نیز از کید نام برده شده است.

## تدبیر کید در برابراسکندر
بنابر شاهنامه فردوسی کید پیش از رسیدن اسکندر به هندوستان خواب‌هایی می‌بیند و به نزد حکیمیان می‌رود تا خواب‌ها را تعبیر کند، و با مشورت با بزرگان هندوستان چون در خود توان مقابله با اسکندر نمی‌بیند، از راه مصالحه وارد شده و دخترش فغستان را به همسری اسکندر درمی‌آورد و به او سه چیز ارزشمند دیگر می‌بخشد. و با ترفندها کشورش را محافظت می‌کند.

### خواب کید و تعبیر آن و تدبیر کار
کید پیش از حمله اسکندر به هندوستان در ده شب پیاپی خواب‌هایی می‌بیند. پس فرمان داد تا همه دانایان هندوستان که در گفتار و دانش توانا بودند، جمع گشتند. آنگاه کید همه آنها خواب‌ها را در پیش ایشان بگفت اما هیچ‌یک از ایشان نتوانست آن خواب را تعبیر کند.
سرانجام یکی از آنها به کید گفت که نامداری خردمند به نام مهران می‌تواند خواب تو را تعبیر کند:
| چنین گفت گوینده پهلوی         |  | شگفت آیدت کاین سخن بشنوی     |
| یکی شاه بد هند را نام کید     |  | نکردی جز از دانش و رای صید   |
| دل بخردان داشت و مغز ردان     |  | نشست کیان افسر موبدان        |
| دمادم به ده شب پس یکدگر       |  | همی خواب دید این شگفتی نگر   |
| به هندوستان هرک دانا بدند     |  | به گفتار و دانش توانا بدند   |
| بفرمود تا ساختند انجمن        |  | هرانکس که دانا بد و رای‌زن    |
| همه خوابها پیش ایشان بگفت     |  | نهفته پدیدآورید از نهفت      |
| کس آن را گزارش ندانست کرد     |  | پراندیشه شدشان دل و روی زرد  |
| یکی گفت با کید کای شهریار     |  | خردمند وز مهتران یادگار      |
| یکی نامدارست مهران به نام     |  | ز گیتی به دانش رسیده به کام  |
| به شهر اندرش خواب و آرام نیست |  | نشستش به جز با دد و دام نیست |
| ز تخم گیاهای کوهی خورد        |  | چو ما را به مردم همی نشمرد   |
| نشستنش با غرم و آهو بود       |  | ز آزار مردم به یکسو بود      |
| ز چیزی به گیتی نیابد گزند     |  | پرستنده مردی و بختی بلند]    |

### تعبیر خواب بوسیلهمهران
چون مهران این سخنان را از کید بشنید، بدو گفت: از برای این خوابها، دل خود را بد مکن. بدان که نه نام بلند تو کمتر خواهد شد و نه به این پادشاهی گزند خواهد رسید. آگاه باش که اسکندر سپاه گرانی را از روم و سران برگزیده ایران خواهد آورد، تو توان مقابله با او را نداری. اما تو چهار چیز در گیتی داری، که هیچ‌کس از کهتران و مهتران تا کنون مانند آن را به خود ندیده‌اند. یکی دخترت می‌باشد که همچون بهشت برین است و افسر تو در زمین با او تابان است. دوم فرزانه‌ای که در نهان داری و همه راز گیتی را با تو می‌گوید. سوم پزشک ارجمندی است که در دانایی نام بلندی دارد. و چهارم جامی است که چون آب در آن بریزی، نه از آتش گرم می‌شود و نه از آفتاب و هرچه از آن خورده شود، آبش کاستی نیابد. پس زمانی که اسکندر بیآید، اگر می‌خواهی که در اینجا درنگ نکند، تو با این چهار چیز با او نرمی بجوی و آهنگ جنگ مکن. و بدان که تو را توان پایداری در برابر سپاهیان او نیست.
| چو بشنید مهران ز کید این سخن |  | بدو گفت ازین خواب دل بد مکن |
| نه کمتر شود بر تو نام بلند   |  | نه آید بدین پادشاهی گزند    |
| سکندر بیارد سپاهی گران       |  | ز روم و ز ایران گزیده سران  |
| چو خواهی که باشد ترا آب‌روی   |  | خرد یار کن رزم او را مجوی   |
| ترا چار چیزست کاندر جهان     |  | کسی آن ندید از کهان و مهان  |
| یکی چون بهشت برین دخترت      |  | کزو تابد اندر زمین افسرت    |
| دگر فیلسوفی که داری نهان     |  | بگوید همه با تو راز جهان    |
| سه دیگر پزشکی که هست ارجمند  |  | به دانندگی نام کرده بلند    |
| چهارم قدح کاندرو ریزی آب     |  | نه ز آتش شود کم نه از آفتاب |
| ز خوردن نگیرد کمی آب اوی     |  | بدین چیزها راست کن آب روی   |
| چو آید بدین باش و مسگال جنگ  |  | چو خواهی که ایدر نسازد درنگ |
| بسنده نباشی تو با لشکرش      |  | نه با چاره و گنج و با افسرش |

### نامه نوشتناسکندربه کید
پس اسکندر سپاه فراوانی را به سوی کید هندی براند. اسکندر به شهربزرگی که کید سترگ آن را میلاد می‌خواند، رسید سپاه خود را بر سراسر آن سرزمین بگسترانید و در آنجا فرود آورد. آنگاه نویسنده نامه را به پیش اسکندر آوردند، پس اسکندر نامه‌ای به سوی کید فرستاد که
 
| نوشتم یکی نامه نزدیک تو      |  | که روشن کند جان تاریک تو    |
| هم آنگه که بر تو بخواند دبیر |  | منه پیش و این را سگالش مگیر |
| اگر شب رسد روشنی را مپای     |  | هم اندر زمان سوی فرمان گرای |
| و گر بگذری زین سخن نگذرم     |  | سر و تاج و تختت بپی بسپرم   |

### پاسخ کید بهاسکندرو نمایاندن چهار چیز شگفت‏
در پاسخ نامه کید هندی به اسکندر، کید پیشنهاد چهار چیز ارزشمند را به اسکندر می‌دهد:
| چو نامه بر کید هندی رسید     |  | فرستادهٔ پادشا را بدید       |
| فراوانش بستود و بنواختش      |  | به نیکی بر خویش بنشاختش     |
| بدو گفت شادم ز فرمان اوی     |  | زمانی نگردم ز پیمان اوی     |
| ولیکن برین گونه ناساخته      |  | بیایم دمان گردن افراخته     |
| نباشد پسند جهان‌آفرین         |  | نه نزدیک آن پادشاه زمین     |
| هم آن‌گه بفرمود تا شد دبیر    |  | قلم خواست هندی و چینی حریر  |
| مرآن نامه را زود پاسخ نوشت   |  | بیاراست بر سان باغ بهشت     |
| دگر گفت کز نامور پادشا       |  | نپیچد سر مردم پارسا         |
| نشاید که داریم چیزی دریغ     |  | ز دارندهٔ لشکر و تاج و تیغ   |
| مرا چار چیزست کاندر جهان     |  | کسی را نبود آشکار و نهان    |
| نباشد کسی را پس از من به نیز |  | بدین گونه اندر جهان چار چیز |
| فرستم چو فرمان دهد پیش اوی   |  | ازان تازه گردد دل و کیش اوی |
| ازان پس چو فرمایدم شهریار    |  | بیایم پرستش کنم بنده‌وار     |

### باز فرستادناسکندرپیغامی را به کید پادشاه هند برای گرفتن چهار چیز شگفت‏
| فرستاده آمد به کردار باد      |  | بگفت آنچ بشنید و نامه بداد  |
| سکندر فرستاده از گفت رو       |  | به نزدیک آن نامور بازشو     |
| بگویش که آن چیست کاندر جهان   |  | کسی را نبود آشکار و نهان    |
| بدیدند خود بودنی هرچ بود      |  | سپهر آفرینش نخواهد فزود     |
| بیامد فرستاده را نزد شاه      |  | به کردار آتش بپیمود راه     |
| چنین گفت با کید کاین چار چیز  |  | که کس را به گیتی نبودست نیز |
| همی شاه خواهد که داند که چیست |  | که نادیدنی پاک نابود نیست   |
| چو بشنید کید آن ز بیگانه جای  |  | بپردخت و بنشست با رهنمای    |

### فرستادنفغستانفیلسوف، پزشک و جام نزداسکندر
پس از تأیید معتمدان اسکندر بر راستی گفتار کید، و دانستن این که رنج اسکندر به کشور نمی‌رسد، فغستان به همراه فیلسوف و پزشک و جام و هدایا به سوی اسکندر روان می‌شود:
| فرستاده برگشت زان مرز و بوم |  | بیامد به نزدیک پیران روم   |
| چو آن موبدان پاسخ شهریار    |  | بدیدند با رنج دیده سوار    |
| از ایوان به نزدیک شاه آمدند |  | بران نامور بارگاه آمدند    |
| سپهدار هندوستان شاد شد      |  | که از رنج اسکندر آزاد شد   |
| برو بر بخواندند پس نامه را  |  | چو پیغام آن شاه خودکامه را |
| گزین کرد پیران صد از هندوان |  | خردمند و گویا و روشن‌روان   |
| فغستان ببارید خونین سرشک    |  | همی رفت با فیلسوف و پزشک   |
| قدح هم چنان نامداری به دست  |  | همه سرکشان از می جام مست   |
| .....                       |  | .                          |
| فغستان چو آمد به مشکوی شاه  |  | یکی تاج بر سر ز مشک سیاه   |

### وفای به عهد اسکندر با کید
پس از گرفتن چهار چیز ارزشمند اسکندر به بزرگان شهر میلاد می‌گوید که به عهد خود وفا می‌کنم و هدایایی برای کبد می‌فرستد :
| چنین گفت پیران میلاد را     |  | که من عهد کید از پی داد را  |
| همی نشکنم تا بماند بجای     |  | همی پیش او بود باید بپای    |
| که من یافتم زو چنین چار چیز |  | بروبر فزونی نجوییم نیز      |
| دو صد بارکش خواسته برنهاد   |  | صد افسر ز گوهر بران سر نهاد |
| بکوه اندر آگند چیزی که بود  |  | ز دینار و ز گوهر نابسود     |
| چو در کوه شد گنجها ناپدید   |  | کسی چهره آگننده ندید        |
| همه گنج با آنک کردش نهان    |  | ندیدند زان پس کس اندر جهان  |
| ز گنج نهان کرده بر کوهسار   |  | بیاورد با خویشتن یادگر      |

## نامه نگاریاردشیر بابکانبا کید و درخواست تدبیر[۱۰]
در زمان پادشاهی اردشیر بابکان چون اردشیر بابکان از چشم زخم نسبت به فرزندش شاپور هراسناک بود، با مشورت بزرگان به کید نامه می‌نویسد تا از اختر فرزندش شاپور با خبر گردد. کید طالع خوب شاپور را تنها در گرو ازدواج با دختر مهرک نوش‌زاد می‌داند. اما اردشیر بابکان با این وصلت مخالف است، و می‌گوید من با دست خود دشمن را به خانه نمی‌آورم. جریان به سبک دیگری مخالف نظر اردشیر جریان می‌یابد:
| چو شاپور شد همچو سرو بلند     |  | ز چشم بدش بود بیم گزند       |
| نبودی جدا یک زمان ز اردشیر    |  | ورا همچو دستور بودی وزیر     |
| نپرداختی شاه روزی ز جنگ       |  | به شادی نبودیش جای درنگ      |
| چو جایی ز دشمن بپرداختی       |  | دگر بدکنش سر برافراختی       |
| همی گفت کز کردگار جهان        |  | بخواهم همی آشکار و نهان      |
| که بی‌دشمن آرم جهان را به دست  |  | نباشم مگر شاد و یزدان‌پرست    |
| بدو گفت فرخنده دستور اوی      |  | که ای شاه روشن‌دل و راه‌جوی    |
| سوی کید هندی فرستیم کس        |  | که دانش پژوهست و فریادرس     |
| بداند شمار سپهر بلند          |  | در پادشاهی و راه گزند        |
| اگر هفت کشور ترا بی‌همال       |  | بخواهد بدن باز یابد به فال   |
| یکایک بگوید ندارد به رنج      |  | نخواهد بدین پاسخ از شاه گنج  |
| چو بشنید بگزید شاه اردشیر     |  | جوانی گرانمایه و تیزویر      |
| فرستاد نزدیک دانا به هَند      |  | بسی اسپ و دینار و چندی پرند  |
| بدو گفت رو پیش دانا بگوی      |  | که ای مرد نیک‌اختر و راه‌جوی   |
| به اختر نگه کن که تا من ز جنگ |  | کی آسایم و کشور آرم به چنگ   |
| اگر بود خواهد بدین دستگاه     |  | به تدبیر آن زور بنمای راه    |
| وگر نیست این تا نباشم به رنج  |  | برین گونه نپراگند نیز گنج    |
| بیامد فرستادهٔ شهریار          |  | بر کید با هدیه و با نثار     |
| بگفت آنک با او شهنشاه گفت     |  | همه رازها برگشاد از نهفت     |
| بپرسید زو کید و غمخواره شد    |  | ز پرسش سوی دانش و چاره شد    |
| بیاورد صلاب و اختر گرفت       |  | یکی زیج رومی به بر درگرفت    |
| نگه کرد بر کار چرخ بلند       |  | ز آسانی و سود و درد و گزند   |
| .....                         |  | ......                       |
| فرستاده را گفت کردم شمار      |  | از ایران و از اختر شهریار    |
| گر از گوهر مهرک نوش‌زاد        |  | برآمیزد این تخمه با آن نژاد  |
| نشیند به آرام بر تخت شاه      |  | نباید فرستاد هر سو سپاه      |
| بیفزایدش گنج و کاهدش رنج      |  | تو شو کینهُ این دو گوهر بسنج  |
| گر این کرد ایران ورا گشت راست |  | بیابد همه کام دل هر چه خواست |
| فرستاده آمد بر شهریار         |  | بگفت آنچ بشنید زان نامدار    |
| چو بشنید گفتار او اردشیر      |  | دلش گشت پر درد و رخ چون زریر |
| فرستاده را گفت هرگز مباد      |  | که من بینم از تخم مهرک نژاد  |
| به خانه درون دشمن آرم ز کوی   |  | شود با بر و بوم من کینه‌جوی   |